# Inchelium (Washington)
Inchelium  est une census-designated place américaine de l'État de Washington dans le comté de Ferry. 
La population était de 409 habitants en 2010.